# Wereldkampioenschap voetbal 2022 (kwartfinale) Kroatië - Brazilië
De wedstrijd tussen Kroatië en Brazilië in de kwartfinales van het wereldkampioenschap voetbal 2022 werd op 9 december 2022 gespeeld in het Education Citystadion te Ar Rayyan. Het duel was de eerste wedstrijd van de kwartfinales van het toernooi.
Na 90 minuten speeltijd stond het 0–0, waarna Neymar in de 106e minuut de 1–0 scoorde voor de Brazilianen. Kort voor tijd maakte Kroatië gelijk, waarna het met strafschoppen won en zich plaatste voor de halve finales van het WK.

## Voorafgaand aan de wedstrijd
- Kroatië is de nummer 15 van de wereld, Brazilië de nummer 1.
- In de achtste finales versloeg Kroatië Japan na strafschoppen, Brazilië won van Zuid-Korea.

## Wedstrijddetails
| Datum                | 9 december 2022                  |
| Wedstrijdnummer      | 57                               |
| Stadion              | Education Citystadion, Ar Rayyan |
| Toeschouwers         | 43.893                           |
| Scheidsrechter       | Michael Oliver                   |
| Man van de wedstrijd |                                  |

| Kroatië (w.n.s.) | 1 – 1 (n.v.) 4 – 2 pen. | Brazilië |
| Bruno Petković 117' (Mislav Oršić ) | doelpunten (assists)    | 105+1' Neymar ( Lucas Paquetá) |
| Nikola Vlašić Lovro Majer Luka Modrić Mislav Oršić | strafschoppen serie     | Rodrygo Casemiro Pedro Marquinhos |
| Zlatko Dalić | bondscoach              | Tite |
| Dominik Livaković Josip Juranović Dejan Lovren Joško Gvardiol Borna Sosa 110' Marcelo Brozović 114' Luka Modrić Mateo Kovačić 106' Mario Pašalić 72' Andrej Kramarić 72' Ivan Perišić                                        | opstellingen            | Alisson Becker 106' Éder Militão Marquinhos Thiago Silva Danilo Casemiro 106' Lucas Paquetá Neymar 56' Raphinha 84' Richarlison 64' Vinícius Júnior                      |
| Bruno Petković 72' Nikola Vlašić 72' Lovro Majer 106' Ante Budimir 110' Mislav Oršić 114' Ivo Grbić Ivica Ivušić Josip Šutalo Domagoj Vida Martin Erlić Borna Barišić Josip Stanišić Kristijan Jakić Luka Sučić Marko Livaja | wissels                 | 56' Antony 64' Rodrygo 84' Pedro 106' Alex Sandro 106' Fred Weverton Ederson Moraes Gleison Bremer Dani Alves Bruno Guimarães Fabinho Everton Ribeiro Gabriel Martinelli |
| Marcelo Brozović 31' Petković 117' | gele kaarten            | 25' Danilo 68' Casemiro 77' Marquinhos |